# Judith Korir
Judith Jeptum Korir (* 12. Dezember 1995) ist eine kenianische Leichtathletin, die sich auf den Langstreckenlauf spezialisiert hat. 2022 wurde sie Vizeweltmeisterin im Marathonlauf.

## Sportliche Laufbahn
Judith Korir bestritt im Jahr 2019 ihre ersten internationalen Wettkämpfe auf der Straße. Damals gewann sie jeweils den Frauenmarathon von Belgrad und Venedig. 2020 siegte sie im Oktober beim Marathon im türkischen Izmir. Ein Jahr später belegte sie an gleicher Stelle, trotz neuer Bestzeit, den dritten Platz. Ende November 2021 gewann sie in 2:22:30 h den Marathon von Abu Dhabi. 2022 lief sie zunächst, erneut in den Vereinigten Arabischen Emiraten, einen Halbmarathon, wobei sie in 1:05:28 h Bestzeit lief. Anfang April siegte mit neuer Streckenbestzeit von 2:19:48 h beim Paris-Marathon. Damit konnte sie im Sommer als eine der kenianischen Athletinnen im Marathon bei den Weltmeisterschaften in Eugene an den Start gehen. Dort konnte sie erneut ihre Bestzeit bis auf 2:18:20 h steigern und wurde mit weniger als 10 Sekunden Rückstand auf die Äthiopierin Gotytom Gebreslase Vizeweltmeisterin. 2023 belegte sie im April beim London-Marathon den sechsten Platz.

## Wichtige Wettbewerbe
| Jahr              | Veranstaltung       | Ort               | Platz             | Disziplin         | Zeit              |
| Startet für Kenia | Startet für Kenia   | Startet für Kenia | Startet für Kenia | Startet für Kenia | Startet für Kenia |
| ----------------- | ------------------- | ----------------- | ----------------- | ----------------- | ----------------- |
| 2022              | Weltmeisterschaften | Eugene            | 2.                | Marathon          | 2:18:20 h         |

## Persönliche Bestleistungen
Freiluft
- 10-km-Lauf: 33:02 min, 24. November 2022, Eldoret
- Halbmarathon: 1:05:28 h, 19. Februar 2022, Ra’s al-Chaima
- Marathon: 2:18:20 h, 18. Juli 2022, Eugene